# Judas
Judas – debiutancki singel niemieckiej grupy power metalowej Helloween wydany w 1986 roku.

## Lista utworów
1. "Judas" (Kai Hansen) – 4:40
2. "Ride The Sky" – live (Kai Hansen) – 7:16
3. "Guardians" – live (Michael Weikath) – 4:26

## Skład
- Kai Hansen – śpiew, gitara
- Michael Weikath – gitara
- Markus Grosskopf – gitara basowa
- Ingo Schwichtenberg – perkusja